# Virtus Pallacanestro Bologna 1982-1983

## Roster
| Sinudyne Bologna 1982-83 | Sinudyne Bologna 1982-83 |
| Giocatori                | Staff tecnico            |
| ------------------------ | ------------------------ |

| N. | Naz.                   | Ruolo | Nome                | Anno | Alt.   | Peso |  |
| -- | ---------------------- | ----- | ------------------- | ---- | ------ | ---- |  |
| 4  | Italia (bandiera)      | P     | Roberto Brunamonti  | 1959 | 192 cm |      |  |
| 5  | Italia (bandiera)      | G     | Domenico Fantin     | 1961 | 196 cm |      |  |
| 6  | Stati Uniti (bandiera) | PG    | Zam Fredrick        | 1959 | 185 cm |      |  |
| 8  | Italia (bandiera)      | A     | Alessandro Goti     | 1961 |        |      |  |
| 9  | Italia (bandiera)      | A     | Moris Masetti       | 1963 |        |      |  |
| 10 | Italia (bandiera)      | A     | Renato Villalta (c) | 1955 | 204 cm |      |  |
| 11 | Stati Uniti (bandiera) | C     | Elvis Rolle         | 1958 | 205 cm |      |  |
| 12 | Italia (bandiera)      | AC    | Pietro Generali     | 1958 | 207 cm |      |  |
| 13 | Italia (bandiera)      | C     | Ugo Govoni          | 1959 | 207 cm |      |  |
| 14 | Italia (bandiera)      | G     | Maurizio Ragazzi    | 1964 | 196 cm |      |  |
| 15 | Italia (bandiera)      | A     | Marco Bonamico      | 1957 | 200 cm |      |  |

| Allenatore                                           |
| - George Bisacca - dal 19 novembre Mauro Di Vincenzo |
| Assistente/i                                         |
| - Nessuno Legenda - (C) Capitano                     |

## Risultati
- Serie A1:
  - prima fase: 5ª classificata su 16 squadre (21-9)
  - playoff: eliminata ai quarti di finale (3-2)